# 50. Münchner Sicherheitskonferenz

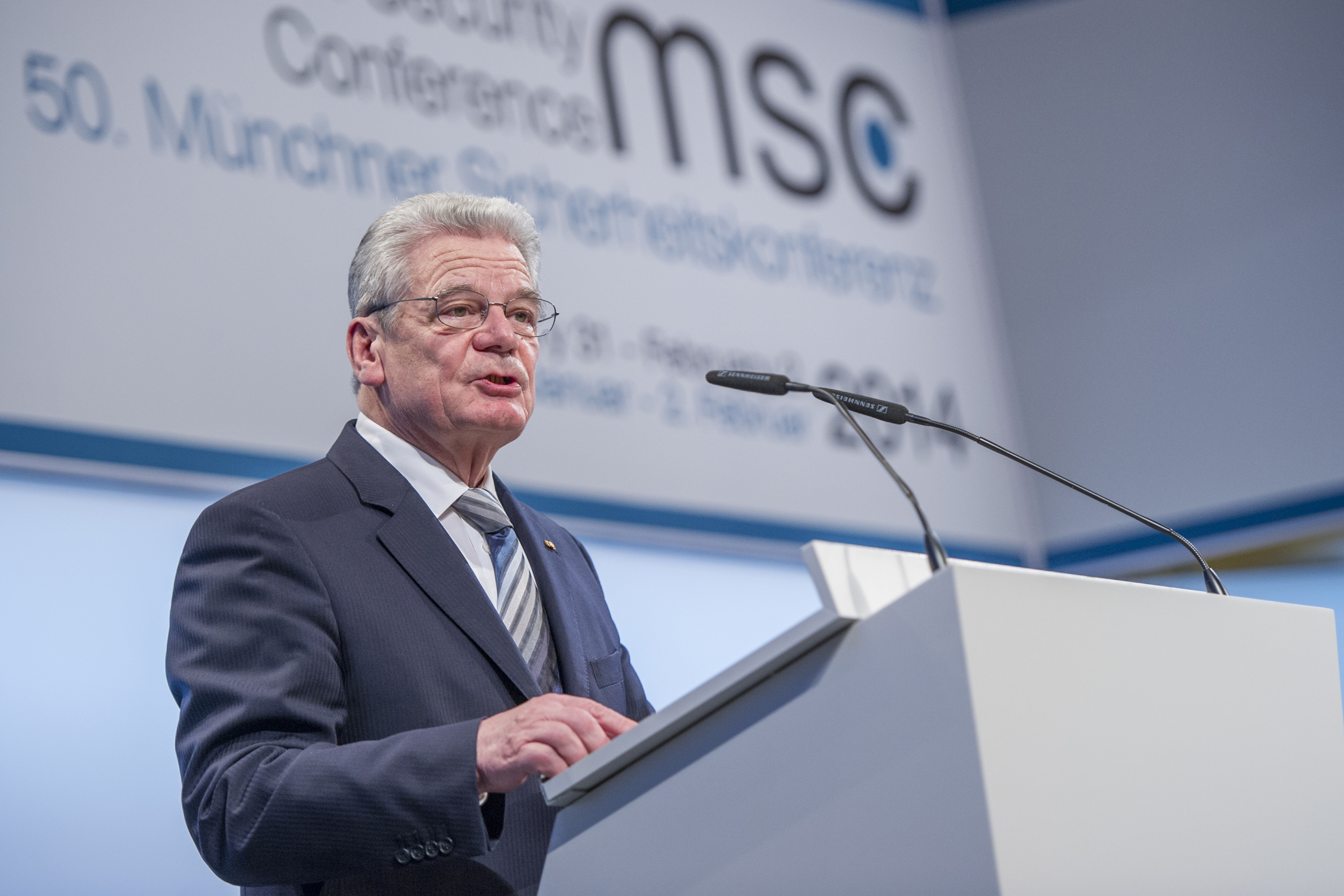
Bundespräsident Joachim Gauck eröffnet die 50. Sicherheitskonferenz

Die 50. Münchner Sicherheitskonferenz fand vom 31. Januar bis 2. Februar 2014 statt. An der Veranstaltung nahmen mehr als 400 internationale Gäste teil, darunter 20 Staats- und Regierungschefs, 50 Außen- und Verteidigungsminister sowie 90 Regierungsdelegationen. Mit Joachim Gauck hielt erstmals ein deutscher Bundespräsident die Eröffnungsrede.

## Eröffnungsrede
In seiner Rede zu Deutschlands Rolle in der Welt forderte Gauck eine neue deutsche Außenpolitik, verbunden mit einem stärkeren außenpolitischen Engagement Deutschlands, das ein größeres Selbstbewusstsein zeigen und mehr Verantwortung übernehmen müsse. Der Bundespräsident bezeichnete die Bundesrepublik als „das beste Deutschland, das wir je hatten“. Das Land dürfe sich nicht hinter seiner historischen Schuld verstecken. An die Adresse der Bundesregierung richtete er den Appell, nicht „vor Bedrohungen zu fliehen“. Vielmehr müsse sich Deutschland bei der Verteidigung eigener Werte „entschiedener und substanzieller einbringen“. Abschließend mahnte der Bundespräsident eine Korrektur des deutschen Selbstbildes an. Die bisherigen sechs Jahrzehnte der Bundesrepublik als freier und stabiler Staat rechtfertigten ein „Zutrauen und Vertrauen“ der Deutschen zu sich selbst. Gauck nannte dies eine Voraussetzung, um „verlässlich für die Partner“ in der Welt zu sein.

## Euromaidan

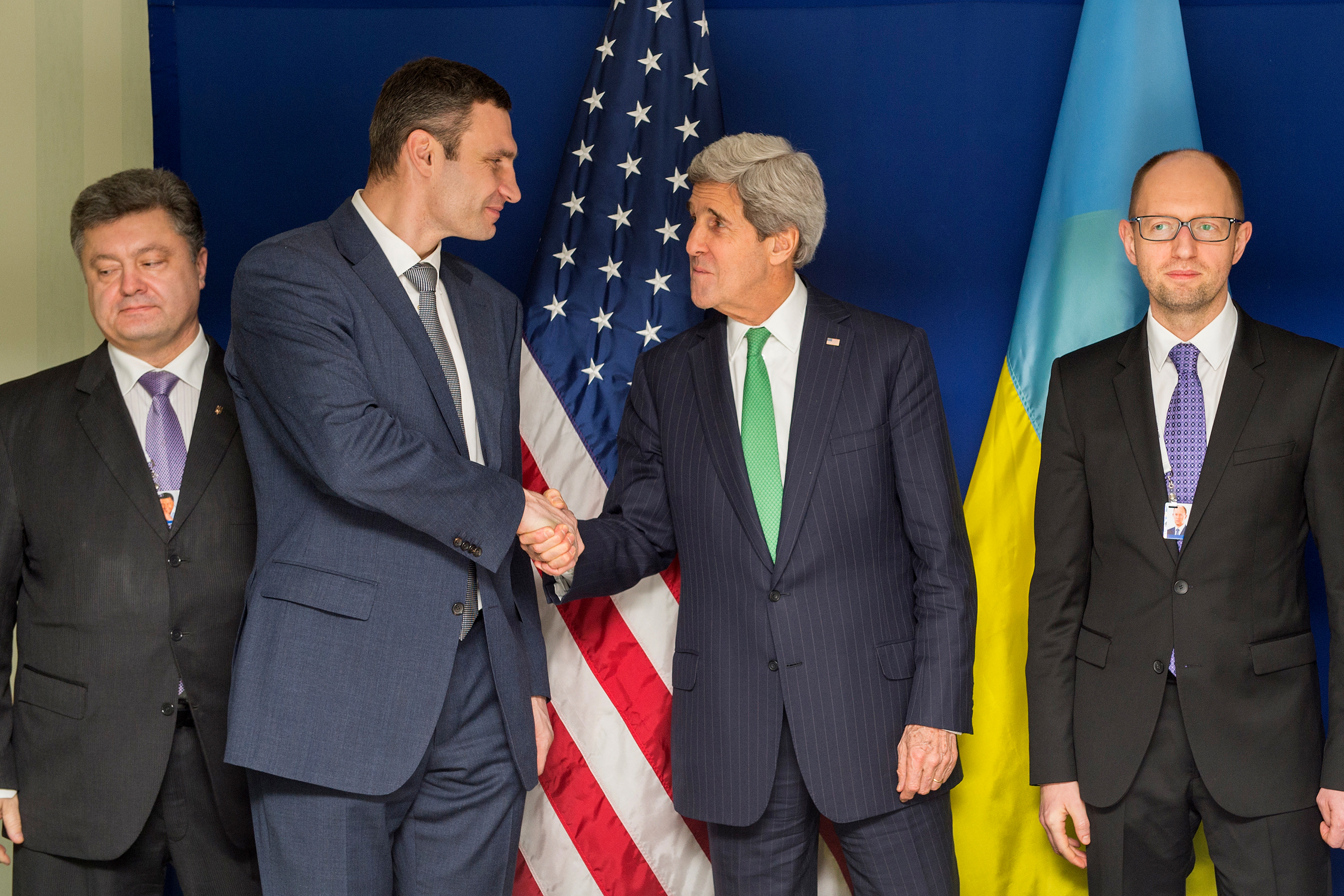
US-Außenminister John Kerry mit den ukrainischen Oppositionspolitikern Petro Poroschenko, Vitali Klitschko und Arsenij Jazenjuk

Ein beherrschendes Thema der Konferenz waren die gewaltsamen Auseinandersetzungen zwischen Regierung und Opposition in der Ukraine. Während US-Außenminister Kerry der ukrainischen Opposition die Unterstützung des Westens zusicherte, bezichtigte der russische Außenminister Lawrow die westlichen Staaten, in der Ukraine einen gewaltsamen Aufstand zu unterstützen, der außer Kontrolle geraten sei. NATO-Generalsekretär Anders Fogh Rasmussen hingegen warf Russland vor, das Recht der Ukraine auf freie Bündniswahl zu missachten. Der aus der Ukraine kurzfristig angereiste Oppositionspolitiker Vitali Klitschko beschuldigte während einer Podiumsdiskussion die Regierung seines Landes, auf die Forderungen der Opposition mit Terror und Gewalt zu reagieren. Klitschko forderte wirtschaftliche Sanktionen gegen die Verantwortlichen der Gewalt. Der ukrainische Außenminister Leonid Koschara wies die Vorwürfe zurück, die Politik seines Landes sei gegen Europa gerichtet. Da die Ukraine geographisch zu Europa gehöre und zugleich über sehr enge Beziehungen zu Russland verfüge, dürfe sein Land nicht vor die Alternative „Europa oder Russland“ gestellt werden, warnte Koschara. Auch habe die Ukraine bereits wichtige Forderungen der Opposition erfüllt, erklärte der Außenminister weiter. Dessen Behauptung, die Gewalt in der Ukraine gehe von den Terroristen aus, konterte Klitschko, indem er einen Katalog mit Bildern von den Protesten in der Ukraine an Podiumsteilnehmer und Zuschauer verteilte. Mit einer Einladung an die Konfliktparteien in der Ukraine und die Außenminister wichtiger EU-Staaten startete die EU-Außenbeauftragte Catherine Ashton während der Sicherheitskonferenz eine Vermittlungsinitiative. Auch der Schweizer Bundespräsident Didier Burkhalter erneuerte in seiner Funktion als OSZE-Vorsitzender während der Sicherheitskonferenz ein bestehendes Vermittlungsangebot der OSZE an die Konfliktparteien in der Ukraine.

## Neue Sicherheitsrisiken

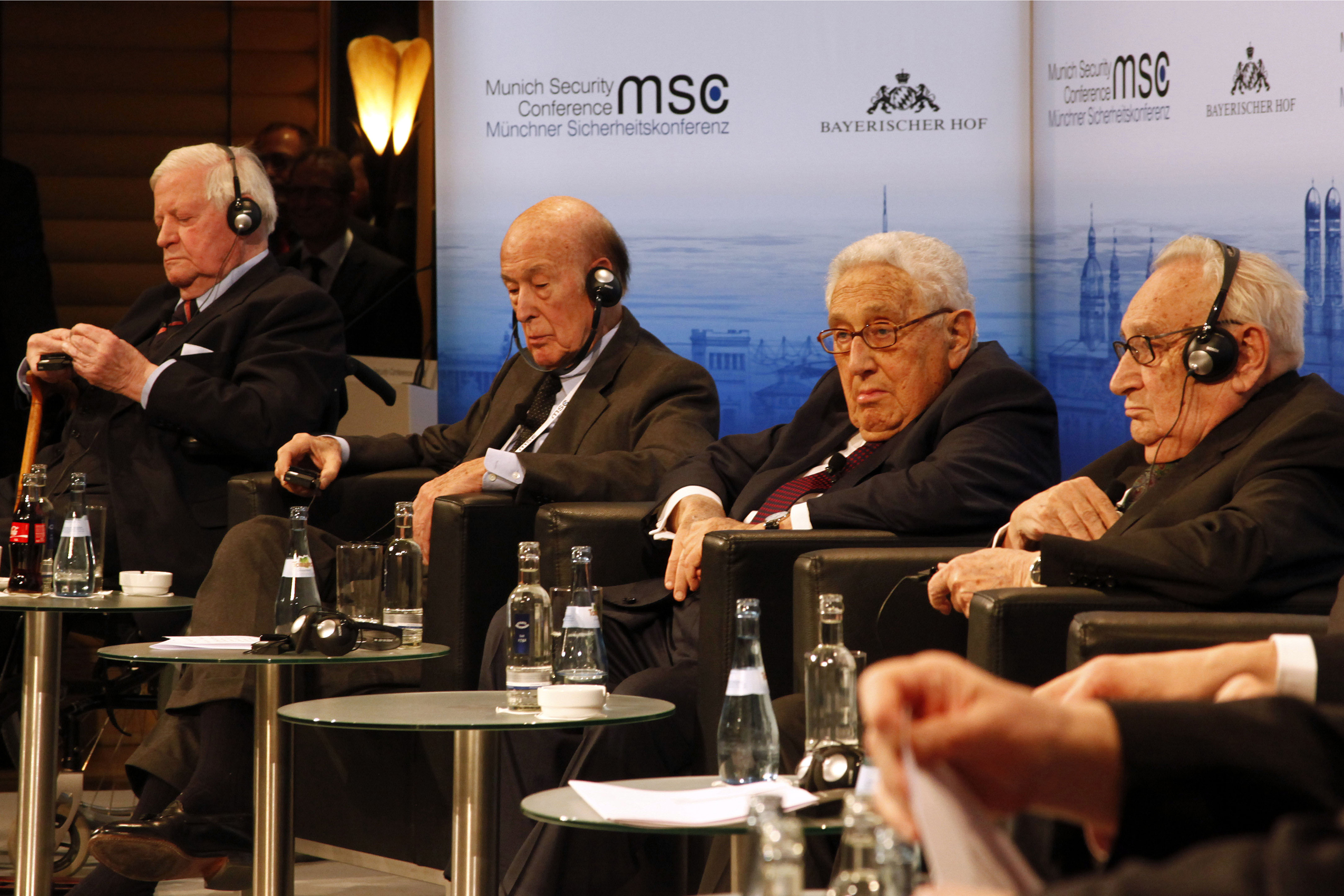
Podiumsdiskussion zum 50. Konferenzjubiläum

An einer Podiumsdiskussion zur Geschichte der Sicherheitskonferenz anlässlich des 50. Konferenzjubiläums nahmen mit Altbundeskanzler Helmut Schmidt und dem ehemaligen US-Außenminister Henry Kissinger auch zwei Gäste der ersten Internationalen Wehrkundebegegnung von 1963 teil. Zur Diskussionsrunde gehörten weiterhin der ehemalige französische Staatspräsident Valéry Giscard d’Estaing, der frühere Bundesminister für besondere Aufgaben Egon Bahr, der ehemalige britische Außenminister David Miliband und der amtierende polnische Außenminister Radosław Sikorski.
Im Verlauf der Diskussion verwies Valéry Giscard d’Estaing auf die Entwicklung, dass die Zahl der großen Kriege zurückgegangen sei, während das Ausmaß der Gewalt, die Risiken neuartiger Bedrohungen wie Terror oder Cyberattacken und die Zahl der Flüchtlinge weltweit zugenommen habe. Der ehemalige französische Präsident verteidigte in diesem Zusammenhang die militärischen Interventionen seines Landes in Afrika.
Auch Henry Kissinger teilte die Einschätzung einer zunehmend komplexen weltweiten Sicherheitslage, die die Entwicklung „kohärenter Strategien“ erschwere. Der ehemalige US-Außenminister verwies auf chinesisch-japanische Territorialkonflikte, die zu militärischen Auseinandersetzungen führen könnten. Europa wiederum lasse sich, so Kissinger, nur sehr „widerwillig auf militärische Konflikte“ ein und sei bei der Bekämpfung von Gewalt mitunter zu „zögerlich“ – eine Kritik, die bereits Giscard d’Estaing erhoben und mit dem Vorwurf einer europäischen „Mutlosigkeit“ verknüpft hatte. Unter Hinweis auf die Lage in Afghanistan und Irak warnte Kissinger jedoch davor, sich bei der Entscheidungen über militärische Interventionen von einem „Augenblick der Wut“ leiten zu lassen, wenn nicht die Bereitschaft vorhanden sei, solche Kriege „bis zum Ende durchzustehen“.
Egon Bahr betonte die Risiken neuartiger, schwer zu lokalisierender Bedrohungen wie Cyberangriffe auf Stromnetze oder andere Infrastruktureinrichtungen. Diese Bedrohungen hätten auch die USA angreifbar gemacht und eine bestehende Unfähigkeit zur Gegenwehr aufgezeigt, so Bahr weiter, der zur Verteidigung eine Politik der Abschreckung analog zur Bedrohung durch Atomwaffen forderte. Befragt zur Zukunft der NATO, zeigte sich Bahr ebenso wie Kissinger und Giscard überzeugt, dass diese auch in zehn Jahren noch Bestand haben werde.

## Bedeutungsverlust für Europa
Altbundeskanzler Schmidt sagte Europa einen Bedeutungsverlust voraus. Entscheidend für die Zukunft des Kontinents, so Schmidt, seien die Folgen des globalen Bevölkerungswachstums. So werde Europa im Jahr 2050 nur noch sieben Prozent der Weltbevölkerung stellen, während 1950 noch mehr als jeder fünfte Mensch in Europa gelebt habe. Nach Ansicht Schmidts überschätzten die Europäer ihre globale Bedeutung. Kritisch betrachtete der Altkanzler auch die globale Urbanisierung, die zur Entstehung „großstädtischer Massen“ führe, welche durch moderne Medien „leicht verführbar“ seien. Als weitere Bedrohung nannte Schmidt die „Macht der Finanzmanager“, welche trotz der jüngsten Finanzkrise ungebrochen sei. Die aktuelle Politik der Europäischen Union beschrieb Schmidt als zukunftsgefährdend: „Wenn die EU weiter so hinwurstelt, wird in zehn Jahren die NATO noch da sein, aber vielleicht nicht mehr die EU.“ Einen Bedeutungsverlust der klassischen Außenpolitik schilderte David Miliband und führte diesen darauf zurück, dass die Wähler zunehmend regionale und nationale Fragen in den Mittelpunkt stellten.

## NSA-Affäre

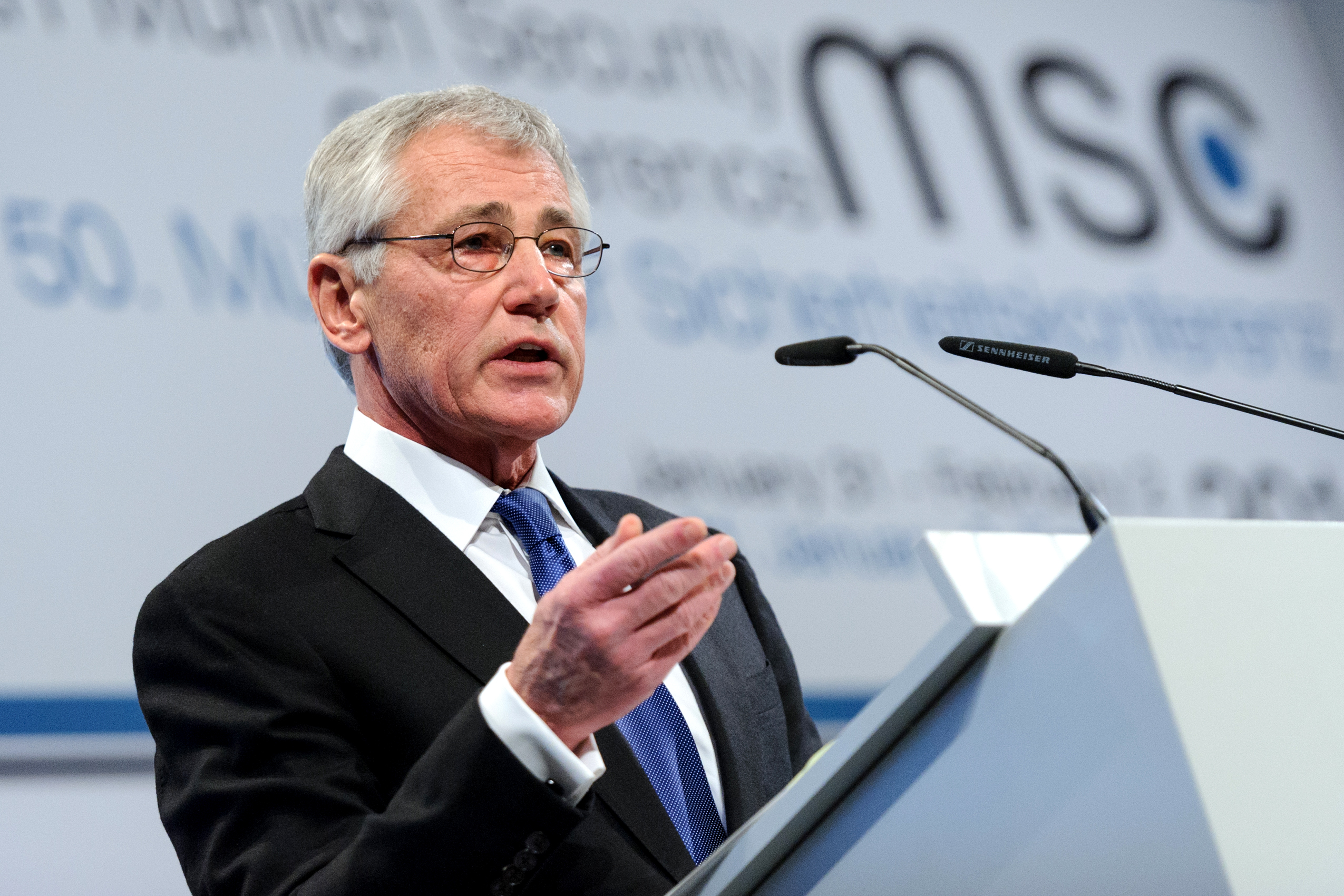
US-Verteidigungsminister Hagel auf der 50. MSC

Keine Annäherung gab es beim transatlantischen Konflikt zur NSA-Überwachung in Europa. Die US-amerikanischen Minister Kerry und Hagel vermieden jede Erwähnung des strittigen Themas. Kerry sprach sich stattdessen für eine „transatlantische Renaissance“ auf Basis gemeinsamer Werte aus. Hagel betonte die Rolle Europas als „unersetzlicher Partner“ der USA. Beide Minister warben für das Transatlantische Freihandelsabkommen (TTIP). US-Senator John McCain hingegen beschrieb im Zusammenhang mit der NSA-Ausspähung von Verbündeten ein „Glaubwürdigkeitsproblem“, dem die amerikanische Regierung mit Transparenz begegnen müsse, um verlorenes Vertrauen zurückzugewinnen. Deutliche Kritik an der NSA-Spionage übte Bundesinnenminister Thomas de Maizière. Im Rahmen einer Diskussionsveranstaltung nannte er die erfolgte Ausspähung deutscher Staatsbürger „maßlos“ und forderte ein „Signal der Amerikaner an ihren engsten Partner in Europa“. Der durch die Abhörmaßnahmen entstandene politische Schaden sei größer als ihr sicherheitspolitischer Nutzen, erklärte de Maizière. Der Bundesinnenminister nannte die von amerikanischer Seite zur Verfügung gestellten Informationen völlig unzureichend. Mit einem möglichen No-Spy-Abkommen mit den USA verband der Minister keine großen Erwartungen. Wie Kerry und Hagel befürwortete auch de Maizière eine Fortführung der Verhandlungen zum Freihandelsabkommen. Der CDU-Europaabgeordnete Elmar Brok sagte dem TTIP-Vertrag eine Abstimmungsniederlage im EU-Parlament für den Fall voraus, dass eine Aufarbeitung der NSA-Aktivitäten unterbliebe. Unternehmensvertreter von Deutscher Telekom, Huawei und Microsoft forderten von den Staaten verbindliche internationale Standards bei der Internetsicherheit. So sprach sich Telekom-Chef Timotheus Höttges für eine internationale Konvention digitaler Grundrechte aus. Microsoft-Vizepräsident Matt Thomlinson kündigte die Eröffnung von firmeneigenen Transparenzzentren, u. a. in Brüssel, an. Dort könnten Regierungen den Quelltext der Microsoft-Produkte dahingehend überprüfen, dass sie keine Hintertüren für US-Geheimdienste enthielten.

## Neue Ordnung im ehemaligen Jugoslawien

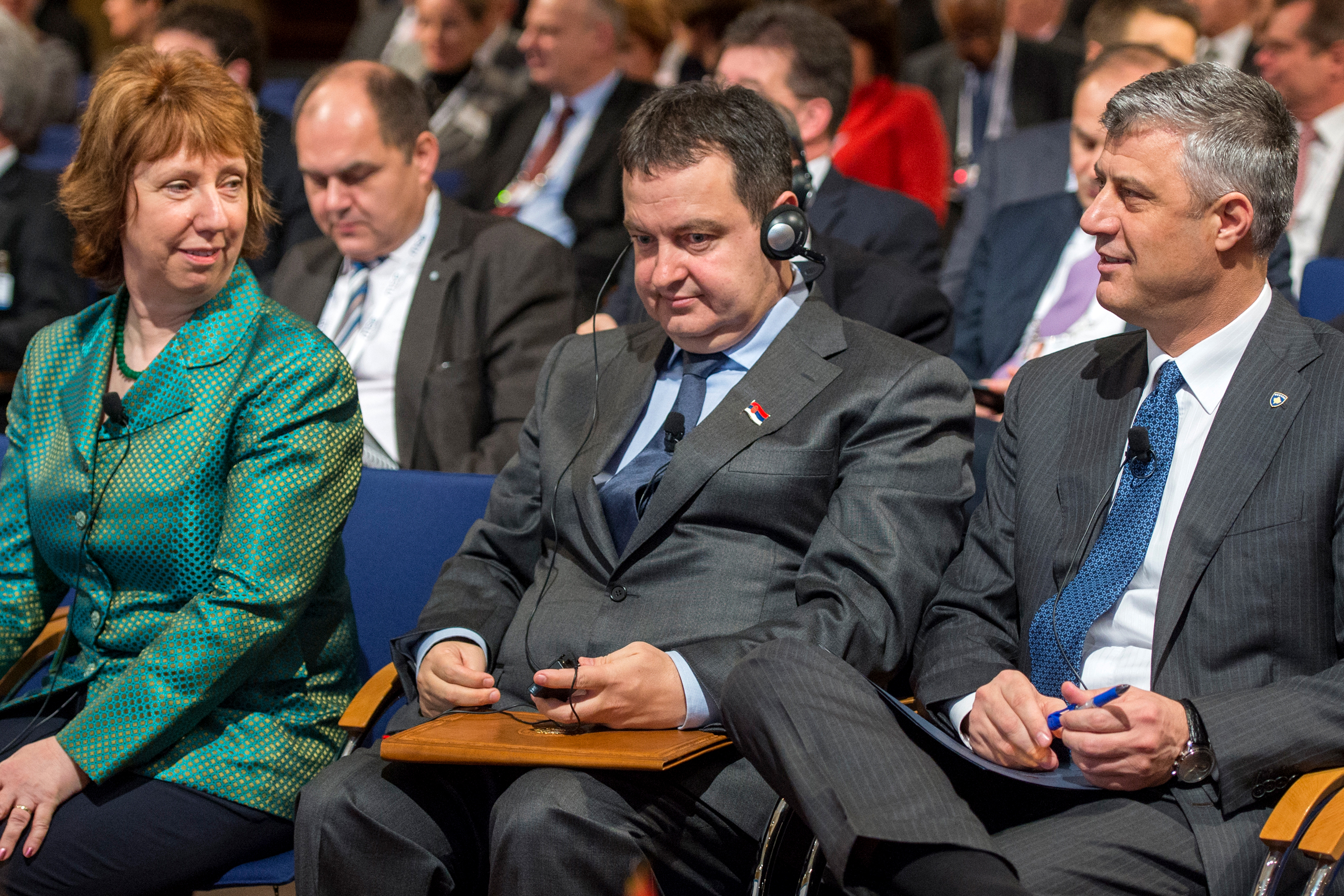
EU-Vertreterin Ashton mit den Präsidenten Dačić und Thaçi

Während der Konferenz traten auch die beiden Premierminister aus Serbien und dem Kosovo, Ivica Dačić und Hashim Thaçi, auf und diskutierten unter der Moderation der EU-Außenbeauftragten Catherine Ashton die Annäherung zwischen beiden Ländern, die 2013 zum Abschluss des Normalisierungsabkommens geführt hatte. Beide Politiker bekräftigten ihre Absicht, Lösungen anzustreben, „die die beiden Völker voranbringen“. Dačić bezeichnete den Annäherungsprozess als „Drahtseilakt“ und Thaçi verwies auf Widerstände in der Bevölkerung, die vor dem Abkommen zu überwinden waren.

## Naher Osten
Am Rande der Konferenz fand ein Treffen des Nahost-Quartetts statt, bei dem EU-Vertreterin Ashton Israelis und Palästinensern wirtschaftliche Hilfen für den Fall in Aussicht stellte, dass beide Parteien in ein Friedensabkommen einwilligten. US-Außenminister Kerry hatte zuvor ein Scheitern der Nahost-Verhandlungen als „inakzeptabel“ bezeichnet.

Nach den unmittelbar zuvor in Genf ergebnislos geendeten Verhandlungen der syrischen Bürgerkriegsparteien gab es auch bei der Sicherheitskonferenz keine Annäherung beim Syrien-Konflikt. Trotz seiner Ankündigung von Folgeverhandlungen bezeichnete UN-Sondergesandte Lakhdar Brahimi die internationalen Friedensbemühungen in Syrien als gescheitert. Brahimi warnte vor einer weiteren Eskalation der Lage in Syrien.

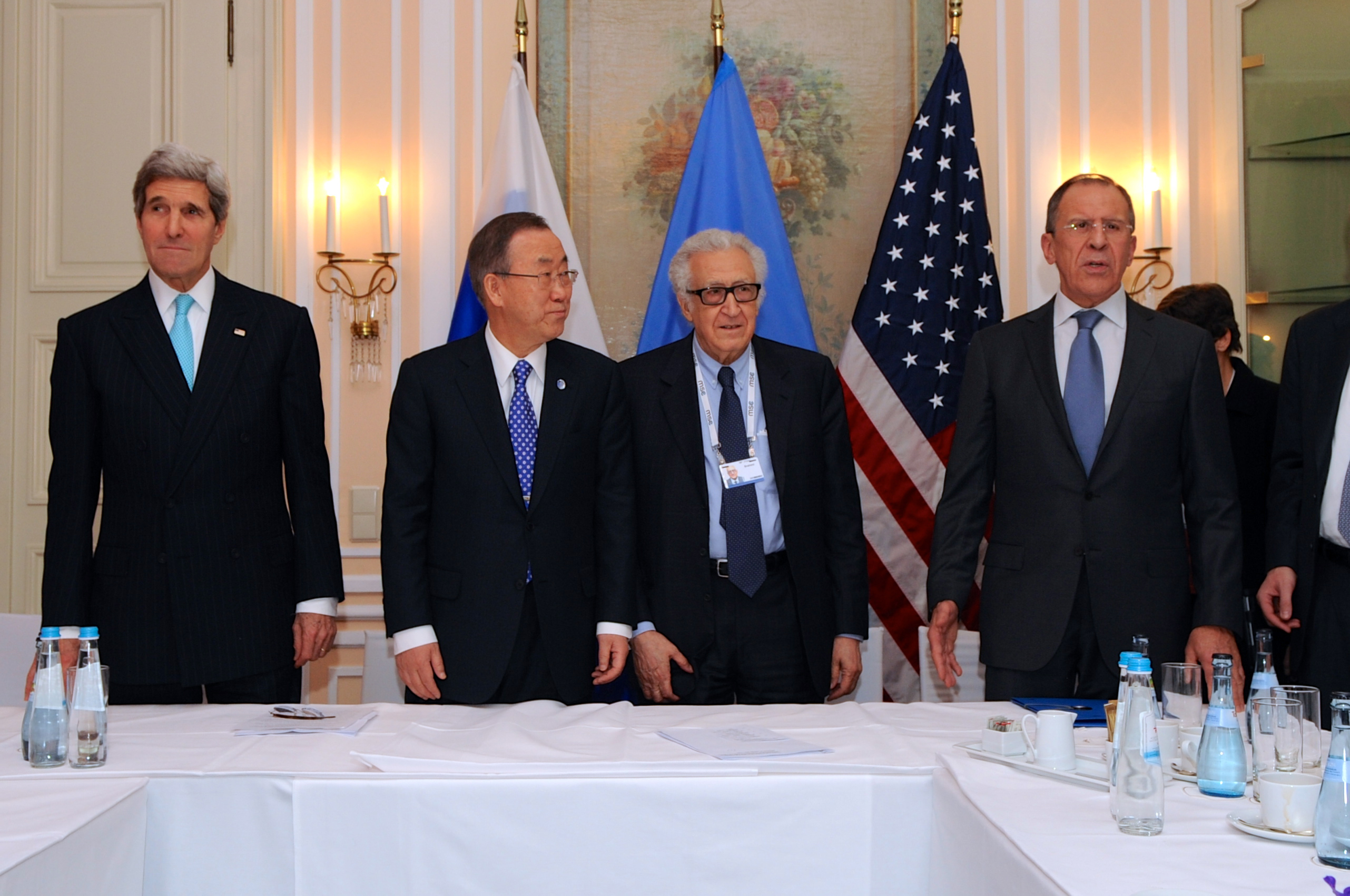
Kerry, Ban, Brahimi und Lawrow vor Syrien-Verhandlungen während der 50. Konferenz

 UN-Generalsekretär Ban Ki-moon forderte die Konfliktparteien auf, künftige Verhandlungen „ernsthaft und aufrichtig“ zu führen. Der iranische Außenminister Mohammed Dschawad Sarif wiederholte die Forderung seines Landes nach einem Waffenstillstand in Syrien und verwies zugleich auf die Schwierigkeiten, diesen zu überwachen.

## Iranisches Atomprogramm
Im Rahmen einer Debatte zum iranischen Atomprogramm pochte Sarif auf das Recht seines Landes zur Nutzung von Atomenergie. Im Zusammenhang mit den bevorstehenden internationalen Verhandlungen seien „noch viele Schritte“ zu gehen, erklärte der iranische Außenminister. Die zuvor erreichten Einigungen bezeichnete Sarif als bedeutsamen Beginn und versicherte die Bereitschaft des Iran zu konstruktiven Verhandlungen. Der IAEO-Generaldirektor Yukiya Amano sprach von positiven Rückmeldungen aus Iran, jedoch stehe weiterhin noch viel Arbeit bevor. Amano wies zugleich darauf hin, dass die IAEO weiterhin nicht zu allen Atomanlagen Zutritt habe und man daher „den nichtfriedlichen Charakter mancher iranischer Aktivitäten nicht ausschließen“ könne. Der israelische Verteidigungsminister Mosche Jaalon warnte im Anschluss an die Diskussion vor zu viel Optimismus und davor, dass der Iran auch während der laufenden Verhandlungen seine Atomprogramm weiterentwickeln werde. Der Umstand, dass Jaalon und der israelische UN-Botschafter Ron Prosor den Auftritt des iranischen Außenministers zuvor persönlich im Auditorium verfolgt hatten, wurde als öffentliche Geste einer Annäherung an den Iran gedeutet. Das iranische Atomprogramm war auch Thema eines Treffens von Sarif mit US-Außenminister Kerry.

## Rundfunkberichte
- Rolf Clement: 50. MÜNCHNER SICHERHEITSKONFERENZ – Der diskrete Charme der Macht, in Deutschlandfunk – „Hintergrund“ vom 30. Januar 2014